# Naviglio della Melotta
Il Naviglio della Melotta (già Naviglio Nuovo) è un canale artificiale della Lombardia il cui percorso si sviluppa parte in provincia di Bergamo e parte in provincia di Cremona.

## Storia
Il Naviglio della Melotta fu fatto scavare nel 1442 da Francesco Sforza (che aveva ricevuto in dote dalla sposa Bianca Maria Visconti tutto il territorio cremonese) con lo scopo di aumentare la capacità del già esistente Naviglio Civico della Città di Cremona per il trasporto di merci su imbarcazioni.
La nuova via d'acqua, una volta completata, prese il nome di Naviglio Nuovo (mentre il ramo di Naviglio Civico che già esisteva assunse la denominazione di Naviglio Vecchio, o Naviglio di Casaletto dal nome di una delle località attraversate).

## Idrografia
Il Naviglio della Melotta si diparte dal naviglio Civico a valle dell'abitato di Fontanella, nella bassa bergamasca. Dopo circa cinque chilometri di corso, entra in Territorio Cremasco, dove tocca il paese di Melotta (frazione di Casaletto di Sopra che dà il nome al corso d'acqua).
A valle di Melotta il canale inizia a scorrere incassato in una sorta di forra, incidendo il cosiddetto Pianalto di Romanengo, un rilievo a sommità tabulare (la cui altezza media è tra i 10 e i 15 metri al di sopra del livello medio della pianura circostante) che i geologi hanno identificato come un relitto dell'antica pianura Padana formatosi in epoca pleistocenica prima dell'ultima glaciazione (Würm).

Questo tratto del corso del Naviglio, per le caratteristiche peculiari dell'ambiente circostante, costituisce area protetta dalla Regione Lombardia a partire dal 1980 (Riserva naturale Naviglio di Melotta).
Superato il pianalto, il canale si dirige verso sud-est, convergendo verso il ramo principale del Naviglio Civico di Cremona, nel quale confluisce presso l'abitato di Albera (frazione del comune di Salvirola).